# Phi1 Pavonis
Pour les articles homonymes, voir Phi Pavonis.
Désignations
Phi1 Pavonis (en abrégé φ1 Pav) est une étoile de la constellation australe du Paon. Elle est visible à l'œil nu avec une magnitude apparente de 4,75. D'après la mesure de sa parallaxe annuelle par le satellite Gaia, l'étoile est distante d'environ ∼ 92 a.l. (∼ 28,2 pc) de la Terre. Elle s'en rapproche à une vitesse radiale héliocentrique de −18 km/s.
Phi1 Pavonis est une étoile jaune-blanc de la séquence principale de type spectral F0V. Elle apparaît être une étoile jeune, n'étant peut-être âgée que de seulement 30 millions d'années et elle est 1,5 fois plus massive que le Soleil. Son rayon est 1,8 fois plus grand que le rayon solaire, elle est 8,2 fois plus lumineuse que le Soleil et sa température de surface est de 7 209 K. L'étoile tourne rapidement sur elle-même, montrant une vitesse de rotation projetée de 150 km/s.
Phi1 est une étoile à disque de débris candidate, même si Gray et al. (2006) n'ont pas été en mesure de détecter un excès d'infrarouge qui est habituellement associé à la présence des disques de débris. Nilsson et al. (2010) signalent une détection marginale de ce disque. Ils calculent qu'il orbite à une distance de 74 ua de l'étoile, que sa température est de 57 K et qu'il a une masse estimée à 3,1 ± 1,7 ML.